# Černonožci
Černonožci (anglicky Blackfoot, vlastním jazykem Niitsitapi) je označení pro konfederaci příbuzných indiánských kmenů Siksika, Kainah a Piegan, obývajících severní část Velkých planin a podhůří Skalnatých hor (Saskatchewan, Alberta, Britská Kolumbie, Montana a Idaho). Černonožci jsou nejzápadněji žijícím algonkinským etnikem: původně žili v lesích okolo řeky Red, pod tlakem evropské civilizace se od 17. století stěhovali k východu a adaptovali se na prérijní prostředí. Byli bojovnými kočovníky, živili se převážně lovem bizonů, rybolovem a sběrem divoce rostoucích rostlin (bulvy ladoníku, plody střemchy viržinské). V osmnáctém století získali výměnným obchodem od bělochů koně a střelné zbraně. Žili v rodinných tlupách, čítajících okolo třiceti osob, kde byla běžná polygamie a levirát. Měli volené náčelníky, kteří se scházeli ke společným poradám na kultovních místech jako Head-Smashed-In Buffalo Jump. Bydleli v týpí, k jejich kultuře patřil sluneční tanec, výčet zim a uctívání nejvyšší bytosti Napi, k rituálům užívali posvátné rostliny jako tabák a tomkovice vonná, nosili také čelenky z peří nebo urzoních chlupů. Pojmenování kmene pochází ze zvyku barvit si mokasiny popelem. Ve druhé polovině 19. století Černonožce zdecimovaly zavlečené choroby, alkohol i cílené vybíjení bizonů novými osadníky a byli nuceni usadit se v rezervacích, z nichž nejvýznamnější je Blackfeet Nation v Montaně. 